# كورن فيري
كورن فيري (بالإنجليزية: Korn Ferry)‏ هي شركة استشارات إدارية يقع مقرها الرئيسي في لوس أنجلوس، كاليفورنيا. تأسست عام 1969 ولديها 111 مكتب في 53 دولة وتوظف حوالي 8200 شخص حول العالم.